# Powerwolf
Powerwolf es una banda alemana de power metal creada en 2003 por los hermanos Charles y Matthew Greywolf, caracterizada por sus temáticas religiosas en las que mezcla líricamente conceptos religiosos y por las referencias a leyendas sobre vampiros y hombres lobo.

## Biografía
Cuando se formó el grupo, sus miembros decidieron asumir seudónimos y crear trasfondos históricos alrededor de los mismos. Oficialmente, en 2003, los hermanos Charles y Matthew Greywolf, que habían estado tocando juntos durante años, decidieron crear una banda, y así es como Powerwolf comenzó. Muy pronto se agregó el baterista francés Stefane Funèbre y el teclista alemán Falk Maria Schlegel, pero no pudieron encontrar un cantante adecuado para completar su visión de banda. Mientras tanto, la banda comenzó a escribir, y durante los días festivos en Rumania, Charles y Matthew conocieron a Attila Dorn, quien estudió ópera clásica en la Academia de Música de Bucarest. No tardó en convertirse en el líder de Powerwolf.
Representando el amor de Dorn por las leyendas de hombres lobo de Rumania, la banda creó su primer álbum, Return in Bloodred, que utiliza estas mismas leyendas, como la base de muchas de las letras. El 2007 vio a la banda con su segundo álbum, Lupus Dei, un álbum conceptual protagonizado por un lobo como personaje principal, mostrando desde su caída a la sed de sangre hasta su iluminación.
En el 2009 editan su tercer disco, Bible of the Beast.
El organista Falk Maria Schlegel declaró en 2010 sobre el nuevo material del grupo, "Nos pasamos los últimos tres meses en la sala de ensayos trabajando en el material del nuevo álbum. A pesar de que aún está en cerradas, ya se puede prometer que las canciones son 100% POWERWOLF, despegando donde Bible of the Beast lo dejó. Hay cosas furiosas, hay cosas épicas... y todo ello es pegadizo como el infierno" , según varias revistas y críticos de música, este disco será el que lleve a Powerwolf a la gloria y a la fama.
Su cuarto disco se tituló Blood of the Saints y se dio a conocer el 29 de julio de 2011 en Europa y el 2 de agosto del mismo año en los Estados Unidos.
Durante el 2012 la banda editó dos discos. El primero fue Wolfsnächte Tour EP, un EP conjunto con Mystic Prophecy, Stormwarrior y Lonewolf que contiene covers y una canción nueva (no editada en discos anteriores, llamada "Living On A Nightmare"). El segundo lanzamiento de 2012 fue Alive In The Night, su primer disco en vivo, que contiene 10 canciones y poco más de 45 minutos de duración. Fue incluido en el número de abril de 2012 de la edición alemana de la revista Metal Hammer.
El 18 de julio de 2013 lanzaron Preachers of the Night. También durante el 2013 la banda editó The Rockhard Sacrament, un EP compuesto por varias versiones.
En 2014, Powerwolf publicó The History of Heresy I y The History of Heresy II, el segundo de los cuales contiene varias versiones orquestales de canciones de Powerwolf. El 17 de julio de 2015, la agrupación lanzó el álbum Blessed & Possessed.
El 20 de julio de 2018, se publicó el séptimo álbum de larga duración, The Sacrament of Sin.

## Miembros
Actuales
- Attila Dorn – Voz
- Matthew Greywolf – Guitarra
- Charles Greywolf – Guitarra, bajo
- Roel van Helden – Batería, tambores
- Falk Maria Schlegel – Órgano, teclados

Anteriores
- Stéfane Funèbre – (2003-2010)
- Tom Diener – (2010-2011)

Cronología

## Discografía
- Return In Bloodred (2005)
- Lupus Dei (2007)
- Bible Of The Beast (2009)
- Blood Of The Saints (2011)
- Preachers Of The Night (2013)
- Blessed & Possessed (2015)
- The Sacrament Of Sin (2018)
- Call Of The Wild  (2021)
- Interludium  (2023)
- Wake Up The Wicked (2024)